# 臺灣史前時期
臺灣史前時期與歷史時期分界一般以1624年荷蘭人殖民臺灣南部後，因為傳教目的而傳入羅馬拼音給原住民書寫當時平地原住民的語言前後為分界點，時代橫越澎湖水道海域撈獲的舊石器時代早期澎湖原人、舊石器時代晚期至金屬器時代，而這段時期中最著名的考古發掘為臺南市新市區（舊名新港）發現的新港文。著名文化代表有長濱文化、大坌坑文化、卑南文化、圓山文化和十三行文化。

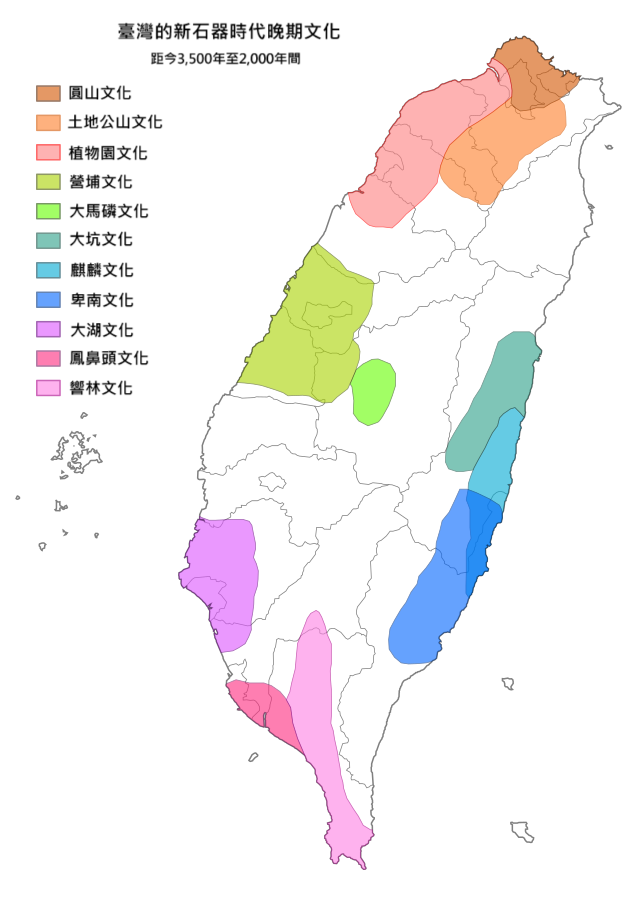
臺灣史前文化分布

## 舊石器時代至新石器時代
澎湖水道海域所撈獲的舊石器時代早期澎湖原人的原始人類具備直立人的特徵，生存於距今約45萬至19萬年前。至於現代智人，
臺灣原住民的祖先可能是在1.2萬年前末次冰期結束之前，從東南亞島嶼等地遷徙至臺灣（但此說法尚存爭議）。根據考古遺址的發掘，台灣在舊石器時代晚期（約前50,000年前－7,000年之間），就已經開始有人類居住。以現有的證據而言，目前台灣最早的文化為長濱文化（以八仙洞遺址最具代表性），這是在東海岸所挖掘出來的考古遺跡。而在台南市左鎮區一帶，則挖掘出原始人類骨骸，史稱左鎮人。在台北盆地則有圓山文化、芝山岩文化和植物園文化等新石器時代遺址。從日月潭的孢粉分析顯示，從公元前9,000年到前2,200年止，就有大量的燒山林開墾的痕跡，這一期有大量種植稻米的遺跡。然而，以目前的考古學證據而言，對於台灣在舊石器時代晚期所出現的文化，並不能確定是哪一種族群的人類所留下的遺留。
能夠確定的，是新石器時代（始於6,500年前）以來的史前文化，是台灣南島系民族的遺留。也就是說，在原住民定居於台灣以前，可能還有別的族群曾經在此定居過。日本學者移川子之藏就曾表示：「今日在台灣被視為原住民的諸民族之間，不乏證明存在更早期先住民族的口頭傳承。自史前時代起，在本島即有近二十種的先住民族」。
台灣的原住民族文化呈現多元而複雜，中華民國政府目前（至2014年6月26日止）已認定有十六族：泰雅族、賽德克族、太魯閣族、賽夏族、噶瑪蘭族、阿美族、撒奇萊雅族、布農族、鄒族、邵族、拉阿魯哇族、卡那卡那富族、排灣族、魯凱族、卑南族、達悟族，其文化特色至今大抵可以清晰辨認。其他尚未被政府認定之族群為：凱達格蘭族、巴賽族、道卡斯族、巴則海族、巴布拉族、貓霧捒族、洪雅族、西拉雅族、大武壠族、馬卡道族、猴猴族等稱之平埔族群，在荷西時期發現有類似國家組織的部落共主「白晝王」（大肚王國），於清雍正時期滅亡，經過三個世紀漢人移入者的同化以及生存的需要，平埔族群各族文化特色逐漸消失，與漢人難以區分。台灣尚有很多地名、姓氏、風俗、信仰、歌謠等，保留了平埔族群的歷史文化遺緒，也有部落文化樣貌的保存如法定族群一般鮮明。而臺灣南部則有瑪家、大龜文及瑯嶠十八社等酋邦，且一直到日本時代才解散。

## 發現文化

### 代表文化

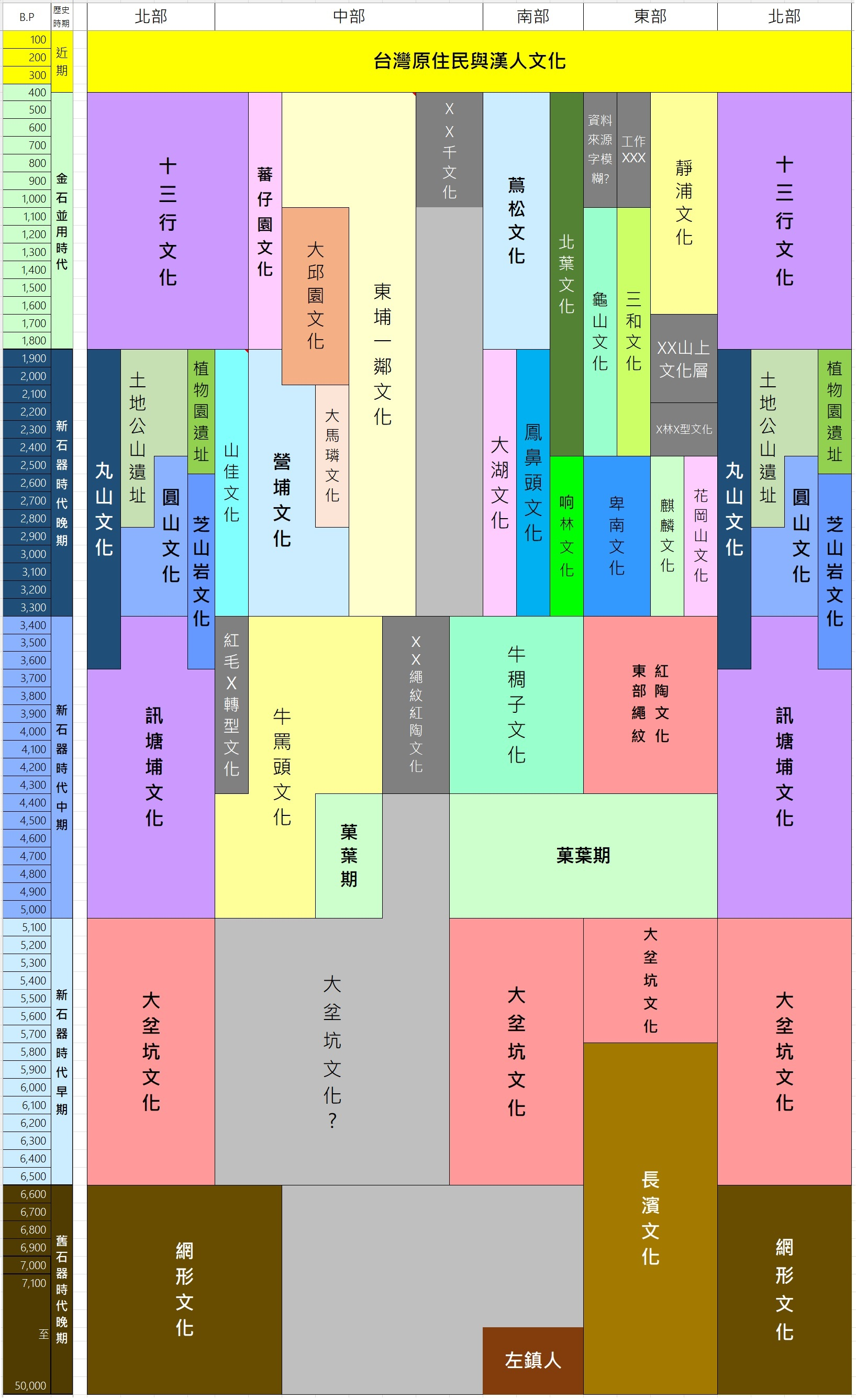
臺灣原代史（50,000年至100年）分類統計（翻製劉益昌教授講義圖稿）

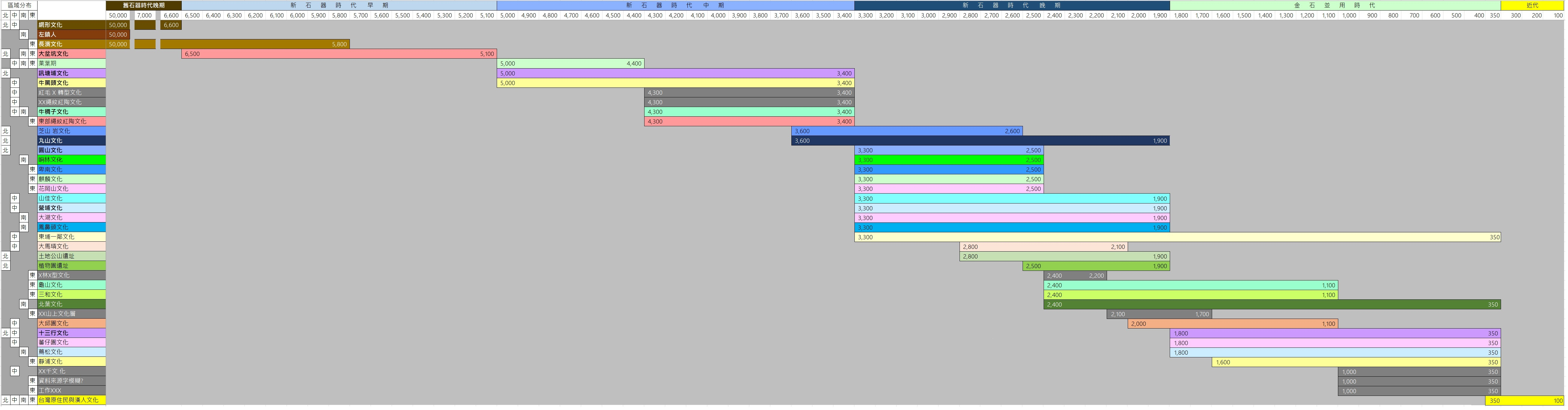
臺灣原代史（50,000年至100年）分類統計（翻製、整理劉益昌教授講義圖稿）

在濁水溪的考古發現，最早的陶器文化是大坌坑文化，年代未能確定；前2,500年至2,000年間，是繩紋紅陶文化；前2,000年以後，是灰黑陶與素面紅陶文化；公元前幾百年開始，是刻印紋的灰黑陶文化。
- 舊石器時代晚期（距今約5萬年至約6,600年間）：台東的長濱文化（距今50,000年至20,000年〈或至35,000年、或至5,800年〉間）、圓山遺址（先陶文化－距今6,000年間）。
- 新石器時代早期（距今約6,500年至5,100年間）：大坌坑文化（距今7,000年至4,700年間）。
- 新石器時代中期（距今約5,000年至3,400年間）：牛罵頭文化（距今4,500年至3,400年間）、訊塘埔文化（距今5,500年至4,500年間）、東部繩紋紅陶文化（距今4,300年至3,400年間）[9]（距今4,700年至4,500年間）、牛稠子文化（距今3,800年至3,300年間）。
- 新石器時代晚期（距今約3,300年至1,900年間）：植物園文化（距今3,500年至2,000年間）、芝山岩文化（距今3,600年至3,000年間）、營埔文化（距今3,500年至1,500年間）、大湖文化（距今3,000年間）、卑南文化（距今5,300年至2,300年間）、麒麟文化（距今3,500年至2,000年間）、圓山文化（距今3,200年至2,300年間）。
- 金屬器時代（或稱金、石並用時代－距今約1,800年至350年間）：十三行文化（距今1,800至500年間）、番仔園文化（距今2,000年至400年間）、蔦松文化（距今1,800年至500年間）、靜浦文化（距今2,000年至400年間）、淇武蘭遺址（距今1,300年至100年間）[10]。

### 其他文化
- 舊石器時代（距今約250萬年至6,500年間）：長濱文化（距今約50,000年至20,000年〈或至35,000年、或至5,800年〉間）。
- 新石器時代（距今約6,500年至1,900年間）：新北的土地公山遺址（距今約2,800年至1,900年間）、南投縣的大馬璘文化（距今約2,800年至2,100年間）、阿里山的Yingiana文化[11]、台南的道爺南糖廍遺址、高雄的鳳鼻頭遺址（距今約3,300年至1,900年間）、屏東的響林遺址（距今約3,300年至2,500年間）、花岡山文化（距今2,100年至1,600年間〈或3,300年至2,500年〉）、台中的安和遺址（距今約5,000年至3,500年間）及惠來遺址（距今約3,600年到100年間）、台南的左鎮人（原估距今約5萬年前，2015年測定修正為距今約3,000年前）等。
- 金屬器時代（或稱金、石並用時代－距今約1,800年至350年間）：南投的大邱園遺址（距今約2,000年至1,100年間）、北葉文化（距今約2,400年至350年間）、三和文化（距今約2,400年至1,100年間）、龜山文化（距今約2,400年至1,100年間）、蘭嶼及綠島的雅美文化（距今約800年至700年間）、台東的舊香蘭遺址（距今約2,300年至1,980年間）、新北十三行遗址（距今1,800年至500年〈或350年〉間）等。
- 澎湖史前文化（距今約5,000年至4,000年間）。

## 政治實體
- （西元前4,000年至1699年前），臺灣原住民族，是指原居於臺灣的民族，由西元17世紀漢族移民移入前，即已定居在此的數十個語言及生活方式不同之族群所構成，屬於南島語系民族；臺灣因地處南島語族活動範圍的最北邊，也被認為是南島民族在語言及遺傳上可能的發源地之一，亦是其分布區域的最北端。約前4000年前，就有屬於南島語系的原住民在台灣活動蹤跡。直至明朝陳第撰述《東番記》為最早具體描述台灣原住民的文獻，記述以「台南赤崁沿岸的西拉雅族原住民生活習俗與地理風光」。西元1603年，明朝陳第的著作《東番記》中，將臺灣原住民族稱為東番（字面上為「東方的未開化民族」）；同一時期在臺灣殖民的荷蘭政府，則是依據先前在印度尼西亞殖民的經驗，將臺灣原住民族稱為「Indias」或「Blacks」。1722年（康熙六十一年），出任巡臺御史的黃叔璥在他的《臺海使槎錄》一書中，有這樣的記載：「大肚山形，遠望如百雉高城，昔有番長名大眉。」說明西元17世紀，臺灣中部確實有一個「番長」存在，而其可能是跨部落聯盟。

- 雖然史前台灣並沒有直接的文字紀錄，但可以從一些剛進入信史時代的荷蘭或西班牙文獻了解當時台灣的政權分布情形。

### 分界與後期政體
- （西元1624年至1662年間，計37年），荷蘭東印度公司蘇格蘭籍員工大衛·萊特曾將荷蘭統治下（西元1624年至1662年間，計37年）的台灣島劃分為11個「郡省」政治實體，包括荷蘭直轄的北部領地、卡貝蘭灣、米達克、卑馬巴、掃叭、塔卡波德、卡地曼、十二村、土庫德卡、普卡爾和南嵌－八里坌等[12]。

- （西元1626至1642年間，計15年），西班牙統治時期（被荷蘭政權接手）。

- （西元1661年至1683年間，計21年），明鄭時期（接手荷蘭政權）。

- （西元1683年至1895年間，計211年），清治時期（接手明鄭時期政權）。

- （西元1895年至1945年，計49年），日治時期（接手清治時期政權）。

- （西元1945年至迄今<截至2024年止>，概計79年），臺灣戰後時期（接手日治時期政權），